# Бужан (приток Касмарки)
Бужан — река в России, протекает по Башкортостану и Оренбургской области. Устье реки находится в 26 км по правому берегу реки Касмарка. Длина реки составляет 20 км.

## Притоки (км от устья)
- 4 км: река Абуляисова (лв)

## Данные водного реестра
По данным государственного водного реестра России относится к Уральскому бассейновому округу, водохозяйственный участок реки — Сакмара от истока до впадения реки Большой Ик. Речной бассейн реки — Урал (российская часть бассейна).
Код объекта в государственном водном реестре — 12010000512112200005669.